# Tasmaanse wildernis
De Tasmaanse wildernis is een term die gebruikt wordt voor een aantal gebieden in Tasmanië, Australië.
De Tasmaanse wildernis bevat meerdere werelderfgoederen en nationale parken. In totaal is de Tasmaanse wildernis een van de grootste beschermde gebieden van Australië, met een oppervlakte van 13800 vierkante kilometer; bijna 20% van de totale oppervlakte van Tasmanië. In 2007 werd de Belgische avonturier Louis-Philippe Loncke de eerste persoon die alléén het park van noord naar zuid te voet overstak, zonder zich onderweg te bevoorraden. 

## Werelderfgoederen
- Nationaal park Cradle Mountain-Lake St Clair
- Nationaal park Franklin-Gordon Wild Rivers

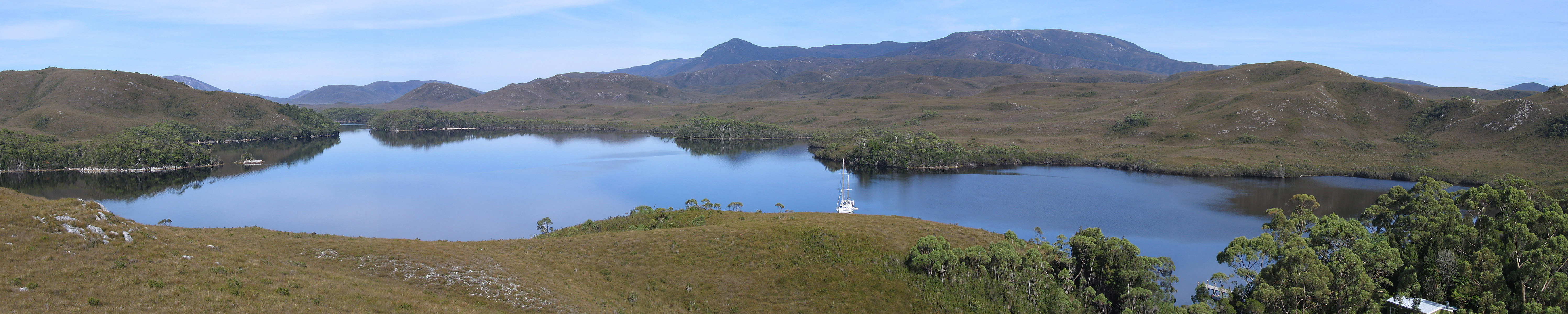
Bathurst Harbour.

Lake Pedder vanaf Mount Eliza, Southwest National Park

- Nationaal park Hartz Mountains
- Nationaal park Mount Field
- Nationaal park Mole Creek Karst
- Nationaal park Southwest
- Nationaal park Walls of Jerusalem
- Central Plateau Conservation Area
- Devils Gullet State Reserve
- South East Mutton Bird Islet